# Slindon
Slindon är en ort och civil parish i Storbritannien.   Den ligger i grevskapet West Sussex och riksdelen England, i den södra delen av landet, 80 km söder om huvudstaden London. Slindon ligger 69 meter över havet och antalet invånare är 595.
Terrängen runt Slindon är huvudsakligen platt, men norrut är den kuperad. Runt Slindon är det tätbefolkat, med 636 invånare per kvadratkilometer. Närmaste större samhälle är Worthing, 18,8 km öster om Slindon. Trakten runt Slindon består i huvudsak av gräsmarker.